# Crucial Times
Crucial Times – czterdziesty piąty album studyjny Sizzli, jamajskiego wykonawcy muzyki reggae i dancehall.
Płyta została wydana 19 stycznia 2010 roku przez londyńską wytwórnię Greensleeves Records. Produkcją nagrań zajął się Homer Harris. Trzon grupy akompaniującej Sizzli stanowili muzycy riddim bandu The Fire House Crew.
6 lutego 2010 roku album osiągnął 5. miejsce w cotygodniowym zestawieniu najlepszych albumów reggae magazynu Billboard (ogółem był notowany na liście przez 4 tygodnie).

## Lista utworów
1. "Precious Gift"
2. "Crucial Time"
3. "Take A Stand"
4. "Agriculture & Education"
5. "Charming"
6. "Jolly Good Time"
7. "Rat Race"
8. "There's No Pain"
9. "Sufferation & Poverty"
10. "Foundation"
11. "Atta Clap"
12. "Progress"
13. "Get Rid Ah Dem"

## Muzycy
- Sizzla – wokal
- Shiah Coore – gitara
- Dalton Brownie – gitara
- Mitchum "Khan" Chin – gitara
- Winston "Bo-Peep" Bowen – gitara
- Donald "Bassie" Dennis – gitara basowa
- Michael Fletcher – gitara basowa
- Kirk Bennett – perkusja
- Paul Kastick – perkusja
- Karim "DJ Karim" Thompson – perkusja
- Melbourne "George Dusty" Miller – perkusja
- Paul "Wrong Move" Crossdale – instrumenty klawiszowe
- Christopher "Longman" Birch – instrumenty klawiszowe
- Paul "Jazzwad" Yebuah – instrumenty klawiszowe
- Robert Lyn – instrumenty klawiszowe
- Dean Fraser – saksofon, chórki
- Conradine "Connie" Campbell – chórki
- Jeffrey Forrest – chórki

### Personel
- Paul Daley – inżynier dźwięku, miks
- Arthur Simms – inżynier dźwięku, miks
- Robert Murphy – inżynier dźwięku, miks
- Garfield McDonald – inżynier dźwięku, miks
- Donald "Tixie" Dixon – inżynier dźwięku,miks
- Richard "Breadback" Bramwell – inżynier dźwięku,miks
- Paul Shields – mastering
- Michelle Geister – opracowanie wkładki płytowej
- Tony McDermott – projekt okładki
- John Masouri – zdjęcia
- Olimatta Taal – zdjęcia